# Фонология иврита
Фонология языка иврит развивалась постепенно с древнейших времен. Помимо современных и исторических вариантов, выделяют литургические нормы произношения, применяемые при чтении Танаха и молитв в еврейских общинах.

## Современное состояние

### Согласные
|          |           | Билабиал. | Билабиал. | Губно-зубн. | Губно-зубн. | Альвеол. | Альвеол. | Палато-альв. | Палато-альв. | Палатал. | Палатал. | Веляр. | Веляр. | Увуляр.    | Увуляр.    | Фаринг. | Фаринг. | Глотт. | Глотт. |
| -------- | --------- | --------- | --------- | ----------- | ----------- | -------- | -------- | ------------ | ------------ | -------- | -------- | ------ | ------ | ---------- | ---------- | ------- | ------- | ------ | ------ |
| Шумные   | Взрыв.    | p         | b         |             |             | t        | d        |              |              |          |          | k      | ɡ      |            |            | ʔ2      |         |        |        |
| Шумные   | Аффрикаты |           |           |             |             | ts       | (dz)     | tʃ           | dʒ           |          |          |        |        |            |            |         |         |        |        |
| Шумные   | Фрикатив. |           |           | f           | v           | s        | z        | ʃ            | ʒ            |          |          | x~χ    | x~χ    | ɣ~ʁ (/r/)3 | ɣ~ʁ (/r/)3 | (ħ)1    | (ʕ)1    | h2     |        |
| Назал.   | Назал.    |           | m         |             |             |          | n4       |              |              |          |          |        |        |            |            |         |         |        |        |
| Аппрокс. | Аппрокс.  |           |           |             |             |          | l        |              |              |          | j        |        | w      |            |            |         |         |        |        |

1 Согласные /ħ/ и /ʕ/ произносятся только пожилыми выходцами из арабских стран. Большинство носителей вместо них произносят /x/ и /ʔ/.
2 Согласные /ʔ/ и /h/ регулярно произносятся только в формальной речи, в разговорной же чаще всего выпадают.
3 Обычно транскрибируется как /r/. Произносится как /ɣ/, реже как ʁ, иногда может произноситься как /ʀ/ или /r/, в зависимости от носителя.
4 Звук /n/ произносится как /ŋ/ перед велярными.
Шумные согласные могут ассимилироваться по звонкости. Глухие /p t ts tʃ k f s ʃ x/ переходят в звонкие /b d dz dʒ ɡ, v z ʒ ɣ/ когда находятся непосредственно перед звонким шумным, и наоборот. Примеры:
- לסגור /lisˈɡor/ > /lizˈɡor/ ('закрывать'), /s/ > /z/
- זכות /zxut/ > /sxut/ ('право'), /z/ > /s/
- חשבון /xeʃˈbon/ > /xeʒˈbon/ ('счёт'), /ʃ/ > /ʒ/
- מדפסת /madˈpeset/ > /matˈpeset/ ('принтер'), /d/ > /t/
- אבטחה /avtaˈxa/ > /aftaˈxa/ ('безопасность'), /v/ > /f/

В современном иврите допустимы чередования b~v, k~x и p~f (в каждой паре первый вариант употребляется после согласных и на месте исторических удвоенных согласных). В древнем иврите также t~θ, d~ð и ɡ~ɣ.

### Гласные

Схема гласных современного иврита

Произношение гласных библейского иврита реконструируется на основании систем огласования (тивериадской, вавилонской, палестинской). Впоследствии масоретские знаки огласовок были поделены средневековыми грамматистами на большие, малые и сверхкраткие («хатафы»).
В современной речи исторические гласные (до 7 качественно различных звуков в тивериадском произношении) слились в простую схему из пяти фонем.
Историческое шва в современном иврите либо не произносится, либо произносится как /e/. Любая гласная современного иврита может редуцироваться до /ə/, когда стоит далеко от ударения.

### Ударение
В исконных словах ударение бывает на последнем слоге (чаще всего) или на предпоследнем слоге (например, в группе имён с /e/ в последнем слоге, называемой сеголатами). В заимствованиях и исконных неологизмах ударение может не подчиняться этим правилам (например,אֵיכְשֶׁהוּ /ˈexʃehu/ «как-то», פּוֹלִיטִיקָה /poˈlitika/ «политика»). В разговорной речи, особенно в именах собственных, ударение может сдвигаться с последнего слога на предпоследний.

### Разговорная артикуляция
Гласная, удалённая на два слога от ударения, может редуцироваться или исчезать:
*zót omérət > stomérət ('это значит')
*éx korím láx > əkorímlax ('как тебя зовут?')
Звук /l/ может выпадать после безударной гласной, иногда — с соседней гласной:
*ába ʃelaxém > ábaʃxem ('ваш отец')
*ú itén lexá > uiténxa ('он дает тебе')
Слог типа /rV/ исчезает перед /x/, кроме случая, когда это сочетание появляется в конце речевого потока:
*bé-dérex klál > bədéxklal ('обычно')
но: ú badérex ('он на дороге') в конце потока речи, перед паузой.
Скопления t и d превращаются в одну согласную (если они не идут в конце речевого потока):
*aní lamád-ti páːm > əniləmátipaːm ('я однажды учил')
но: ʃe-lamádəti ('то, что я учил')

## Морфонология

### Закон огласовки слогов
В иврите допустимы лишь пять видов слогов, причём два вида никогда не бывают безударными и один никогда не бывает ударным. Большинство изменений в структуре слов происходят ради соблюдения закона огласовки слогов. Под влиянием гортанных звуков и ר‬ в словах происходят изменения, которые иногда могут расцениваться как нарушение закона огласовки слогов.
Все слоги начинаются с согласного (в том числе алефа, гортанной смычки), кроме одного случая: союз ו‬ «и» перед губными звуками ב, מ, פ‬ произносится как ū.
Ударение падает на последний слог, иногда (в сеголатах и квазисеголатах) — на предпоследний.
Таблица по закону огласовки слогов представлена ниже (C — consonant — согласный; V — vowel — гласный).
| Слог | Ударный | Безударный | Комментарий |
| ---- | ------- | ---------- | --- |
| C    | нет     | да         | Слог со сверхкратким гласным (подвижным шва или хатафом), редко — с покоящимся шва; не может следовать за другим таким же слогом и за ударным слогом. |
| CV   | да      | нет        | Открытый слог с краткой гласной |
| CVC  | да      | да         | Закрытый слог с краткой гласной |
| CV:  | да      | да         | Открытый слог с долгой гласной |
| CV:C | да      | нет        | Закрытый слог с долгой гласной |

#### Случай с двумя слогами типа C
Если подряд следуют две буквы со шва, то первое из них — покоящееся и должно являться частью другого слога (закрывать его), а второе — подвижное и образует свой слог типа С. Если же возникает ситуация, при которой оба шва должны быть подвижными (например, два шва под первыми двумя буквами слова), то первое шва превращается в i (иногда, если этот шва является результатом редукции, он превращается в ту гласную, которая была до редукции). Если в слоге типа C вместо шва — хатаф (сверхкраткий гласный), то в такой ситуации он превращается в простой краткий гласный (графически исчезают две точки). Всё это — следствия закона огласовки слогов, по которому два слога типа C не могут следовать подряд.
В ситуации, где под первой буквой слова — подвижное шва, а под второй в результате редукции огласовка превратилась в шва, первое шва превращается в другую гласную (как описано выше), а второе (называемое «порхающим») не произносится и закрывает слог (типа CVC). Особенностью порхающего шва является отсутствие лёгкого дагеша после него в буквах группы бегед-кефет.

### Сокращение и редукция
При присоединении окончаний или в других случаях, когда ударение меняет своё положение, ударный слог, ставший безударным, меняется.
В закрытых бывших ударных слогах долгие ā, ō, ē становятся краткими (שומֵר‬ šōmḗr/шомэр «хранитель, охранник» > שומֶרךָ‬ šōmerxā́/шомэрха «твой хранитель»). Если ō или ē находятся перед удвоенной согласной, то они превращаются в u или i соответственно (דֹב‬ dōv/дов «медведь» > דֻבּים‬ dubbī́m/дубим «медведи», חֵץ‬ xēsˤ/хэц «стрела» > חִצּים‬ xissˤī́m/хицим «стрелы»). Это явление называется сокращением гласных. В современном иврите, после исчезновения различия долгот, в произношении отражается только переход ō/ē в u/i.
В открытых бывших ударных слогах долгие ā, ō, ē и краткий «a» превращаются в подвижный шва (כתַב‬ kāθav/катав «он писал» > כתְבו‬ kaθәvū/катву «они писали»). Долгий ā может редуцироваться в предпредударном слоге, который в исходной форме слова был предударным (כָתב‬ kāθáv/катав «он писал» > כְתבתם‬ kәθavtém/ктавтэм «вы (муж.) писали»). Это явление называется редукцией гласных.
В некоторых типах имён в результате редукции образуется сочетание буквы с малой огласовкой и буквы с дагешем, под которой находится новообразовавшийся подвижный шва. В таких случаях шва становится покоящимся (порхающим), а дагеш исчезает.

### Дагеш
Существует два вида даге́шей. Оба они графически обозначаются точкой внутри буквы. Гортанные буквы не принимают дагеш.
Тяжёлый (сильный) дагеш — исторически удвоение буквы. Он не бывает в начале слова. При нём буква считается за две: первая часть (считается, что она не имеет огласовки) закрывает предыдущий слог, вторая часть открывает следующий.
Лёгкий (слабый) дагеш — ставится в буквах ב, ג, ד, כ, פ, ת‬ (группа «beɣeð-kefeθ/бегед-кефет»), когда они открывают слог после закрытого (идут после огласовки шва) и в начале слова. В древности обозначал взрывное произношение, в отличие от щелевого в парах b/v, g/ɣ, d/ð, k/ħ, p/f, t/θ. В современном иврите сохранилось различие б/в, к/х, п/ф, у остальных же букв сохранились только взрывные варианты г, д, т. Лёгкий дагеш не считается удвоением и не влияет на учёт слогов. При тяжёлом дагеше также используется взрывной вариант произношения (в древности удвоенный).

### Закон Филиппи
Закон Филиппи — фонетическое правило, установленное Ф. В. М. Филиппи применительно к масоретской огласовке текста Танаха. Этот закон гласит, что в ударном закрытом слоге исторический гласный i переходит в a. Часть исследователей считает этот закон не ивритским, а арамейским, связывая его появление в речи масоретов с арамейским влиянием.
Происхождение этого явления спорно. По-видимому, оно появилось довольно поздно и не во всех диалектах. Так, в труде «Гекзаплы» Ориген (начало III века нашей эры) приводит транскрипции ελλελθ («ты славил», масор. hilaltā), εκσερθ («ты сократил», масор. hiqsˤartā). В Септуагинте (200 г. до н. э.) уже появляются предпосылки к действию закона Филиппи (например, септ. [gεt], масор. [gat]).
Обратный закон гласит, что исторический «а» в закрытом безударном слоге переходит в «i» (*maɣdal > miɣdal «башня», *šamšōn > šimšōn «Самсон»). Происхождение этого правила датируют от 400 до 850 г. н. э. Ещё в Септуагинте и Новом Завете зафиксированы формы с «а» (в именах собственных, как «Самсон», «Магдалина»).

### Гзарот
Словом «гизра» (мн.ч. — гзарот) называют явления, при которых под влиянием букв корня меняется структура словообразовательной модели. Во многих случаях гзарот — нерегулярные тенденции, которые проявляются не всегда.
Для обозначения неправильности в корне используются буквы из корня פעל‬ с гершаим (двойным апострофом) или римские цифры с дефисом, при которых стоят: буквы גר‬ (от слова גרוני‬ «гортанный»); буквы א, י, ו, נ\ן‬ для обозначения их наличия. Например: פ"גר и I-горт. — первая буква корня гортанная; ע"י и II-י‬ — вторая буква корня י‬ («пустой корень»). Сочетание ע"ע значит, что вторая и третья буквы корня совпадают, а сочетание ל"ה равно ל"י (в некоторых позициях י‬ переходит в гласную ā, обозначающуюся ה‬).

#### Гортанные буквы
Термином «гортанные буквы» обозначают буквы, обозначающие гортанные звуки א, ח, ה, ע‬. К ним относят также букву ר‬, так как при ней, как при гортанных, не бывает дагеша, остальными же свойствами она не обладает. Разные гортанные буквы в разной степени проявляются в гзарот. Их основные свойства:
1. Гласные верхнего подъёма при гортанных имеют тенденцию переходить в гласные среднего и нижнего подъёма;
2. Шва (любое) переходит в сверхкраткие гласные (хатафы). При этом хатаф не бывает в конце слова, и гортанная может оканчивать слово, не имея гласной. В буквах группы бегед-кефет после хатафов не бывает лёгкого дагеша;
3. Гортанные не могут удваиваться (принимать дагеш).

#### Понижение гласных
1. Гортанная (не реш) с хириком (i) перед буквой с покоящимся шва. Происходит понижение — хирик заменяется на сеголь (е) или патах (а).
2. Гортанная (не реш и редко алеф) с сеголем (е) после буквы с ударной ē, e или ō. Сеголи (е) превращаются в патахи (а).
3. Гортанная (не реш) вторая в корне. В формах имперфекта и императива породы pāʕal ō понижается до a.
4. Гортанная (не реш) вторая в корне. В именах при присоединении окончаний ךָ, כֶם, כֶן‬ могут возникать два подвижных шва (первое — от редукции, второе — от окончаний), тогда первое шва под гортанной заменяется на a.
5. Гортанная (не реш и алеф) в конце слова. Малые огласовки, ō в имперфекте и императиве 1 породы и ē в глаголах заменяются на патах.
6. Гортанная (не реш и алеф) в конце слова. После больших полных огласовок, неполного холама (кроме случая выше), ē в именах и ē в глаголах (наряду со случаем выше) вставляется безударный «вкравшийся патах», пишущийся под гортанной.

#### Гортанные и шва
1. Гортанная (не реш) с покоящимся шва после буквы с безударной а, е, о, i, u. Шва превращается в хатаф, соответствующий предыдущей гласной, а при u и i гласная заменяется на o или a/e и гортанная огласуется хатафом. Гизра не действует, если слог «предгортанный» слог ударный или был ударным. Гизра всегда срабатывает при алефе, может не срабатывать при айне и хэйе, часто при хэте не срабатывает или срабатывает наполовину (гласные i и u понижаются, но шва остаётся). Хатаф перед согласной с подвижным шва не считается хатафом, а считается полноценной гласной (графически исчезают 2 точки). Хатаф-патах перед гортанной также превращается в патах.
2. Подвижный шва под гортанной (не реш) заменяется на хатаф. Чаще всего это — хатаф-патах. При изменении модели «qṓtˤel» под первой коренной может возникать подвижный шва, и если это гортанная, то шва переходит в хатаф-камац. В императиве и склоняемом инфинитиве без предлога породы pāʕal при первой коренной гортанной шва переходит в хатаф-сеголь под алефом и хатаф-патах под другими гортанными. В редком случае, когда алеф находится к конце слова после шва, гизра не работает.

#### Гортанные и дагеш
Если гортанная (в том числе реш) должна иметь сильный дагеш, она не принимает его, компенсируя это удлинением предшествующего ей гласного (при этом i>ē, u>ō, a>ā, гласный при этом безударен). Оказавшиеся в результате этой гизры гласные не редуцируются и не сокращаются, даже оказавшись на нужном расстоянии от ударения. Компенсация всегда срабатывает в первой и третьей буквах корня. При второй буквой корня, если это реш или алеф — обычно срабатывает, при хэт — не срабатывает (дагеша при этом нет), при hэй и 'айн — срабатывает при огласовке куббуц, при других не срабатывает.

#### Диссимиляция гласных
1. В сочетании «буква с патахом (а) + буква с дагешем с камацем (ā)», если вторая буква гортанная, дагеш теряется, а патах переходит в сеголь (е). При изменении слова, если камац исчезает, патах остаётся на своём месте.
2. Если для компенсации дагеша в перфекте породы пи’эль i меняется на ē, второе ē может перейти в а. Такое явление наблюдается только у некоторых глаголов, у всех их возможен вариант без него.

#### Слабые буквы
Слабыми буквами называют א, י, ו‬. Как слабая может проявляться נ‬. Их особенностью является возможность выпадения, ассимиляции, чередования. א‬ иногда проявляет свойства гортанных, иногда — йуда. Слабые буквы могут чередоваться в разных моделях (и даже в одной и той же модели), и не всегда случаи чередования поддаются упорядочиванию.

#### Сжатие дифтонга
В общем случае, процесс сжатия древних дифтонгов можно представить в следующем виде:
- ai -> ē
- aw -> ō
- iy -> ī
- uw -> ū

Нужно учесть, что многие древние корни имели w вместо y, а модели претерпели различные фонетические изменения (по части гласных). В частности, чаще всего первый корневой йуд в дифтонгах ведет себя, как вав.
У корней ʔbd, ʔby, ʔhb, ʔxz, ʔkl, ʔmr, ʔpy в имперфекте 1 породы всегда бывает а под второй коренной, а приставка огласуется ō. В формах 1-го лица единственного числа два алефа сливаются в один (и огласуются ō). В императиве и инфинитиве действуют гзарот, связанные с гортанными.
Корни с третьей буквой йуд или алеф в глаголах меняют предшествующую огласовку, когда после них идут окончания, начинающиеся на согласный. В перфекте: выпавший юд в 1 и 2 породах превращает предыдущую огласовку в полный хирик (ī), в остальных породах — в полное цере (ē); выпавший алеф превращает огласовку в камац (ā) в 1 породе, а в других породах и при срединной огласовке ē в первой — в цере (ē). В имперфекте и императиве (единственное окончание на согласную там — -nā) перед выпавшими йудом и алефом образуется сеголь. Все образовавшиеся цере читаются как ē. Алеф и йуд сохраняются на письме, но не в произношении.
Не вполне регулярны процессы сжатия дифтонга при 2-й слабой букве в корне.
См. также раздел «Сеголаты и квазисеголаты».

#### Ассимиляция
Буква нун, а также (в некоторых корня) йуд и ламед (в корне lqx), если они имеют покоящееся шва и идут после буквы с малой огласовкой, могут сливаться со следующей буквой (она получает сильный дагеш). Эта гизра часто не срабатывает, если следующая буква гортанная (не может принять дагеш).
В бинъяне паъаль в имперфекте 1-я коренная нун ассимилируется всегда, а в императиве бывает по-разному: если срединная огласовка ō — нун выпадает, если а — нет (тогда остаётся сочетание 2-й и 3-й корневых типа 2а3).

#### Выпадение букв

##### Удвоение
Если в корне совпадают 2-я и 3-я буквы, то при наличии покоящегося шва (не порхающего) между ними они сливаются в одну. При склонении используется новая форма.
Буква тав с покоящимся шва сливается с буквами тав, тэт и далет, которые в таком случае получают сильный дагеш.
3-и корневые нун и тав сливаются с соответствующими буквами в окончаниях глагола. У корня ntn конечный нун сливается и с тавом, и с нуном окончаний.

#### Таблица гзарот
В таблице под ם‬ подразумевается любая буква, под ע‬ — любая из гортанных, оговоренных в условиях.
| №                    | Схема                                                    | Пример правильного слова | Пример слова с гизрой                    | Пример исключения |
| ГОРТАННЫЕ            | ГОРТАННЫЕ                                                | ГОРТАННЫЕ                | ГОРТАННЫЕ                                | ГОРТАННЫЕ         |
| Понижение гласных    | Понижение гласных                                        | Понижение гласных        | Понижение гласных                        | Понижение гласных |
| -------------------- | -------------------------------------------------------- | ------------------------ | ---------------------------------------- | ----------------- |
| 1                    | םִםְ-‬ -> עֶםְ-\עַםְ-‬                                           | גִּזְרָה‬                     | עֶזְרָה‬ חַכְמֵי-‬ (смихут от חֲכָמִים‬)             |                   |
| 2                    | םֹ֫םֶ‬ -> םֹ֫עַ‬ םֵ֫םֶ‬ -> םֵ֫עַ‬ םֶ֫םֶ‬ -> םַ֫עַ‬                               | צוֹרֶכֶת‬, רוֹטֶב‬              | צוֹרַחַת‬, רוֹחַב‬                              | לֶחֶם‬               |
| 3                    | (תִּ)םְםֹם‬ -> (תִּ)םְעַם‬                                         | תִּגְמֹל‬, גְּמֹל‬                | תִּגְאַל‬, גְּאַל‬                                |                   |
| 4                    |                                                          | שׁוֹמֶרְךָ‬ от שׁוֹמֵר‬            | שׁוֹעַרךָ‬ от שׁוֹעֵר‬                            |                   |
| 5                    | -םֶם‬ -> -םַע‬                                               | מֶלֶךְ‬, יִצְרֹךְ‬                | מֶלַח‬, יִצְרַח‬                                |                   |
| 6                    | -םִים‬ -> -םִיעַ‬                                             | לִצְרֹךְ‬, מַצְבִיא‬              | לִצְרֹחַ‬, מַצְבִיעַ‬                              |                   |
| Гортанные и шва      |                                                          |                          |                                          |                   |
| 1                    | םֶםְ‬ -> םֶעֱ‬ םַם‬ -> םַעֲ‬ םָםְ‬ -> םָעֳ‬ םֻםְ‬ -> םָעֳ‬ םִםְ‬ -> םֶעֱ\םַעֲ‬ םֲםְ‬ -> םַםְ‬ | אֶשְׁבּוֹר, מַשְׁבִּיר, מִבְצָר‬       | אֶעֱרוֹב, מַעֲבִיר, מַעֲצָר‬                       |                   |
| 2                    | םְ‬ -> עֲ‬                                                   | בְּרָזִים‬ (от בֶּרֶז‬), גְּזֹר‬      | אֲרָזִים‬ (от אֶרֶז‬), עֲזֹר‬, אֱזֹר‬, חֳמָרִים‬ (от חֹמֶר‬) |                   |
| Гортанные и дагеш    |                                                          |                          |                                          |                   |
|                      | םַםּ\םִםּ\םֻםּ\םֶםּ‬ -> םָע\םֵע\םֹע\םֵע‬                               |                          |                                          |                   |
| Диссимиляция гласных |                                                          |                          |                                          |                   |
| 1                    | םַםָּ‬ -> םֶעָ‬                                                 | פַּקָּח פַּקַּח-‬                 | פֶּחָח פַּחַח-‬                                 |                   |
| 2                    | םִםֵּם‬ -> םֵעֵם‬                                               | פִּשֵׁט‬                      | פֵּרַשׁ‬=פֵּרֵשׁ‬                                  |                   |

## Литургические нормы

### Ашкеназская
Основные отличия ашкеназского произношения иврита от принятого в Израиле (упрощенный вариант сефардского произношения) сводятся к следующему.
- Ударение в ашкеназском иврите при разговоре обычно падает на предпоследний слог, а при чтении религиозных текстов, в соответствии с древнееврейскими правилами грамматики — как правило на последнем, а в сефардском сохранилось место древнего ударения (в большинстве случаев — на последний слог, а в некоторых грамматических формах и в некоторых категориях слов — на предпоследний. В последнем случае, разумеется, ударение в ашкеназском и сефардском вариантах одинаково).
- В ашкеназском произношении сохранилось различие в произношении звука, передаваемого буквой ת без знака дагеш («Тав рэфуя»). В произношении йеменских евреев эта буква читается, как щелевой звук, похожий на английское th в слове think. В сефардском (и современном израильском) произношении различие между «Тав дгуша» (то есть со знаком Дагеш) и «Тав Рэфуя» было утрачено, и буква ת всегда читается как Т. В ашкеназском же варианте щелевое произношение сохранилось, хотя и в изменённом виде — вместо межзубного звука θ стал произноситься звук С.
- В древнем иврите было различение гласных по долготе, т.е гласные были долгие и краткие, по мнению Виленского Гаона долгие гласные являются дифтонгами. В современном иврите нет различий по долготе гласных, при этом изменения звучания были различными в сефардском и в ашкеназском вариантах. В сефардском варианте произношение долгих гласных совпало с произношением кратких (кроме огласовки Камац, которая имеет два варианта — долгий, «камац гадоль», и краткий, «камац катан», который произносился, как «о»; в современном иврите, в силу сложности правил различия этих огласовок, «камац катан» часто заменяют на огласовку Холам). Таким образом, в современном иврите «краткий а» и «долгий а» произносятся одинаково — как «а». В ашкеназском же варианте долгие гласные А, О и Э изменили своё звучание: долгий А стал произноситься как О (а потом в южных диалектах, например, на территории Украины, перешёл в У); долгий О перешёл в дифтонг ОЙ (а потом в диалектах на территории Литвы и Белоруссии — в дифтонг ЭЙ); долгий Э перешёл в дифтонг ЭЙ. Долгие звуки У и И в ашкеназском произношении совпали с соответствующими краткими, то есть эти два звука произносятся в ашкеназском варианте и в сефардском варианте одинаково.
- Кроме того, в результате упомянутого выше сдвига ударения гласная О, образовавшаяся на месте исконного долгого А, подверглась редукции и в словах, заимствованных из иврита в идиш, стала произносится как Э (хотя в собственно ивритских текстах, например, при чтении молитв, продолжали произносить О).

Примеры:
- слово שבת («суббота») в ашкеназском произношении звучит как «ша́бос» (идиш «ша́бес»), а в сефардском — как «шаба́т»;
- слово משפחה («семья») в ашкеназском произношении звучит как «мишпо́хо» (идиш «мишпо́хэ», «мишпу́хэ»), а в сефардском — как «мишпаха́»;
- слово בית-דין («суд») в ашкеназском произношении звучит как «бейс-дин», а в сефардском — как «бет-дин»;
- имя משה в ашкеназском произношении звучит как «Мо́йше», а в сефардском — как «Моше́».

### Восточная
Следующие черты выделяются в произношении евреев арабских стран. К ним могут быть добавлены отдельные особенности, связанные с местным арабским диалектом.
- Ударение стремится к последнему слогу, где бы оно ни было в стандартном библейском иврите.
- א‬ произносится как гортанная смычка [ʔ], кроме случаев использования для обозначения гласной.
- ב‬ без дагеша в одних странах произносится как [b] (напр. в Ираке), в других — как [v] (напр. в Марокко).
- ג‬ без дагеша произносится как [ɣ] (арабский غ).
- ד‬ без дагеша обычно — [d], но иногда встречается [ð] (как арабское ذ).
- ו‬ в Ираке и Йемене [w], в других странах [v].
- ח‬ произносится как [ħ] (арабский ح).
- ט‬ = [tˤ] = ط
- כ‬ произносится [x]
- ע‬ = [ʕ] = ع
- צ‬ = [sˤ] = ص
- ק‬ обычно произносится как q\ق, но иногда встречается [k], [g], [ʕ].
- ר‬ обычно дрожащий [r], но багдадские евреи произносят его как увулярный [ʀ], ближе как арабскому غ.
- ת‬ без дагеша в одних странах [t] (под влиянием сефардского и арабского диалектного произношения), в других (в Ираке, Йемене) — [θ] (ар. ث).
- Гласные близки к сефардскому произношению, в частности цере=[e:], холам=[o:], большой камац=[a:].

Произношение евреев из неарабских стран отличается в некоторых аспектах. Так, персидские евреи не артикулируют арабские [ħ] и [tˤ], а большой камац произносят как [ɒ] (долгое [ā] в фарси).

## История

### Согласные
Утраченные и развившиеся в ходе развития библейского иврита согласные выделены цветом.
|          |              | Губные | Зубные/ Альвеол. | Зубные/ Альвеол. | Зубные/ Альвеол. | Пост-альв. | Палатал. | Веляр. | Веляр. | Увуляр. | Увуляр. | Фарингал. | Глоттал. |
| -------- | ------------ | ------ | ---------------- | ---------------- | ---------------- | ---------- | -------- | ------ | ------ | ------- | ------- | --------- | -------- |
| Назал.   | Назал.       | m      | n                | n                | n                |            |          |        |        |         |         |           |          |
| Взрыв.   | глухие       | p      | t                | t                | t                |            |          | k      | k      |         |         |           | ʔ        |
| Взрыв.   | звонкие      | b      | d                | d                | d                |            |          | ɡ      | ɡ      |         |         |           |          |
| Взрыв.   | эмфатические |        | tʼ               | tʼ               | tʼ               |            |          | kʼ/q   | kʼ/q   | kʼ/q    | kʼ/q    |           |          |
| Фрикат.  | глухие       | (f)    | (θ)              | s                | ɬ                | ʃ          |          | (x)    | (x)    | χ       | χ       | ħ         | h        |
| Фрикат.  | звонкие      | (v)    | (ð)              | z                | z                |            |          | (ɣ)    | (ɣ)    | ʁ       | ʁ       | ʕ         |          |
| Фрикат.  | эмфатические |        | sʼ               | sʼ               | sʼ               |            |          |        |        |         |         |           |          |
| Аппрокс. | Аппрокс.     | w      | l                | l                | l                |            | j        |        |        |         |         |           |          |
| Дрожащ.  | Дрожащ.      |        | r                | r                | r                |            |          |        |        |         |         |           |          |

Фонетический характер некоторых древнееврейских согласных спорен. Так называемые «эмфатические» согласные могли быть абруптивами, фарингализированными или веляризированными. Часть исследователей считают, что /s, z, sʼ/ произносились как аффрикаты /ts, dz, tsʼ/.
Изначально ивритские буквы ח и ע обозначали по две фонемы, увулярную и фарингальную, различие которых не было отражено в орфографии. К 200 г. до н. э. звуки /χ/ ח и /ʁ/ ע слились со своими фарингальными парами /ħ/ ח и /ʕ/. Это наглядно видно по Септуагинте (например, Исаак יצחק = Ἰσαάκ и Рахиль רחל = Ῥαχήλ).
| Прото-семитский | МФА  | Иврит  | Арамейский | Арабский | Примеры   | Примеры    | Примеры  | Примеры         |
| Прото-семитский | МФА  | Иврит  | Арамейский | Арабский | Иврит     | Арамейский | Арабский | перевод         |
| --------------- | ---- | ------ | ---------- | -------- | --------- | ---------- | -------- | --------------- |
| *ḫ              | */χ/ | */ħ/ ח | */ħ/ ח     | */χ/ خ   | חמשה צרח  | חמשא צרח   | خمسة صرخ | 'пять' 'крик'   |
| *ḥ              | */ħ/ | */ħ/ ח | */ħ/ ח     | */ħ/ ح   | מלח       | מלח        | ملح      | 'соль'          |
| *ġ              | */ʁ/ | */ʕ/ ע | */ʕ/ ע     | */ʁ/ غ   | עורב מערב | עראב ערב   | غراب غرب | 'ворон' 'запад' |
| *ʻ              | */ʕ/ | */ʕ/ ע | */ʕ/ ע     | */ʕ/ ع   | עבד       | עבד        | عبد      | 'раб'           |

Аналогично фонема /ɬ/, обозначавшаяся буквой ש (также обозначает /ʃ/), в позднем библейском иврите слилась с /s/ (обозн. ס; в самаритянском произношении иногда /ʃ/). В транслитерации принято обозначать эту фонему как /ś/. Она восстановлена сравнительным путём (она имелась в прото-семитском и до сих пор присутствует в некоторых южноарабских диалектах), а также отразилась в заимствованиях (иврит baśam, греч. balsamon «бальзам»).
Аллофоническая спирантизация (/b ɡ d k p t/ в [v ɣ ð x f θ], группа «бегед-кефет») развилась в библейском иврите под влиянием арамейского. Возможно, это произошло уже после утраты оригинальных арамейских /θ, ð/ в 7-м веке до н. э., и скорее всего после исчезновения ивритских /χ, ʁ/. Известно, что это произошло во 2-м веке н. э. После определённого периода это чередование стало различимым в срединной и конечной позиции в слове (при этом функциональная разница была небольшой), но в начальной позиции звуки «бегед-кефет» продолжали быть аллофонами. Это отражено в тивериадской огласовке, где слова с первой буквой из «бегед-кефет» имеют спирантную форму после слов, оканчивающихся на гласные. Кроме того, рабби Саадия Гаон засвидетельствовал это чередование в тивериадском арамейском в начале 10-го века н. э.
В свитках Мёртвого моря могли чередоваться /ħ ʕ h ʔ/ (например, חמר ħmr при масоретском אָמַר /ʔɔˈmar/ «он сказал»).
В древнееврейском различались удвоенные согласные. В Гекзаплах не зафиксированы удвоенные /w j z/. В тивериадской традиции /ħ ʕ h ʔ r/ не удваиваются; исторически сначала перестали удваиваться /ʔ r/, затем /ʕ h/, позже /ħ/ (вместо удвоения эти согласные изменяют предшествующие гласные).

### Гласные
Система гласных древнееврейского языка значительно изменялась с течением времени. Ниже даны реконструированные изначальные гласные, гласные, зафиксированные в Гекзаплах (во второй колонке, Secunda), гласные трёх традиций огласовки (вавилонской, тивериадской и палестинской) и гласные самаритянской традиции.
|                | Передние | Задние |
| -------------- | -------- | ------ |
| Верхние        | i iː     | u uː   |
| Средне-верхние | (eː)     | oː     |
| Нижние         | a aː     | a aː   |

|                | Передние | Задние |
| -------------- | -------- | ------ |
| Верхние        | iː       | uː     |
| Средне-верхние | e eː     | o oː   |
| Нижние         | a1 aː    | a1 aː  |
| Сверхкраткие   | ə        | ə      |

|                | Передние      | Задние        |
| -------------- | ------------- | ------------- |
| Верхние        | i             | u             |
| Средне-верхние | e             | o             |
| Нижне-верхние  | ɛ1            | ɔ2            |
| Нижние         | a             | a             |
| Сверхкраткие   | ă3 ɔ̆3 (ɛ̆)3 ə3 | ă3 ɔ̆3 (ɛ̆)3 ə3 |

|              | Передние | Задние |
| ------------ | -------- | ------ |
| Верхние      | i iː     | u uː   |
| Средние      | e eː     | (o)1   |
| Нижние       | a aː     | ɒ ɒː   |
| Сверхкраткие | (ə)2     | (ə)2   |

#### Фонетические сдвиги
Прото-семитский язык, общий предок современных семитских языков, по традиционной реконструкции имел 29 согласных и 6 гласных-монофтонгов (*/a aː i iː u uː/, долгие гласные бывают только в открытых слогах) и 2 дифтонга (*/aj aw/). Система ударения неизвестна, но обычно она описывается идентичной классической латинской или современной литературной арабской: если предпоследний слог содержит согласную и краткую гласную, то ударение падает на третий с конца слог, иначе на предпоследний.
Различные, большей частью морфологические изменения произошли при переходе от прото-семитского к прото-центральносемитскому. Фонология практически не изменилась, хотя эмфатические согласные могли из абруптивов превратиться в фарингализованные.
Морфологическая система прото-центральносемитского языка значительно изменилась, особенно по части глагола, и стала похожа на морфологию классического арабского. Имена склонялись по трём падежам с окончаниями /-u, -a, -i/. В некоторых ситуациях (но никогда в сопряжённой конструкции) имена принимали назальный звук, сохранившийся в некоторых языках в виде нунации (/-n/) или мимации (/-m/). Изначальное значение этого звука неизвестно. В арабском он является индикатором неопределённого состояния, а при употреблении определённого артикля или другом случае, когда слово становится по смыслу определённым, выпадает. В других языках конечный /-n/ может употребляться для отличения абсолютного состояния от сопряжённого. Ранний библейский иврит (до 1500 г. до н. э.) имел неизвестную по функциям мимацию, например, urušalemim (Иерусалим).
Ханаанский сдвиг представлял собой переход */aː/ в /oː/ при неясных условиях. Он происходил в XIV веке до н. э., это отражено в Амарнском архиве (1365 г. до н. э.).
После ханаанского сдвига система гласных прото-иврита реконструируется как */a aː oː i iː u uː/ (возможно, изредка */e:/). Ударение было на предпоследнем слоге, а современное ударение на последнем слоге — результат выпадения конечных гласных.
Конечные краткие гласные выпадали в большинстве слов, из-за этого долгие гласные стали употребляться в закрытом ударном слоге. Выпадение происходило в два этапа: начала исчезли маркеры глагольных форм, затем маркеры падежей. Между этим произошло удлинение гласных в ударных открытых слогах (в именах, не в глаголах): *dabara ('слово' вин.п.') > /dɔˈvɔr/ (но *kataba ('он написал') > /kɔˈθav/).
Отбрасывание окончаний глагола привело к стиранию различий между формами наклонения, но также и некоторыми родовыми формами. Для отражения различий может применяться удлинение гласных. Так, в суффиксальном спряжении суффикс первого лица единственного числа *-tu перешёл в *-tī уже в прото-иврите, по аналогии с притяжательным -ī (аналогично слово «я» *ʔana стало *ʔanī). Таким же образом окончания 2-го лица *-ta -ti перешли в *-tā -tī для мужского и женского родов, либо *-t для обоих. В памятниках конечные долгие гласные могли как обозначаться, так и не обозначаться. В Гекзаплах зафиксированы оба варианта окончаний (*t и *tā/tī). Орфография стабилизировалась и предпочла вариант написания -t, при этом в речи сохранилось -tā для мужского и -t для женского рода. Такой же процесс произошёл в притяжательных *-ka ('твой' м.р.) и *-ki ('твой' ж.р.) и личных *ʔanta, *ʔanti.
Краткие гласные */a i u/ имели тенденцию к удлинению в открытом предударном и ударном слоге. В процессе удлинения гласные верхнего подъёма понижались. В Гекзаплах зафиксировано удлинение /a i u/ в /aː eː oː/; когда гласные оставались краткими, они всё равно понижались (/a e o/).

## Комментарии
1. ↑  Или хурритского, но это сомнительно. См. Dolgoposky (1999:72–3).
2. 1 2  Палестинская традиции соответствует современному сефардскому произношению, вавилонская — йеменскому.
3. ↑  В то время как /a e i ɔ o u/ точно имели фонетическое значение в тивериадском иврите, /ɛ/ была самостоятельной фонемой только в последнем ударном слоге, в остальных же случаях могла отражать отсутствие оппозиции /a ː i/. См. Blau (2010:111–112)
4. ↑  In fact, its scope of application is different in Samaritan and Tiberian Hebrew (e.g. פה 'here' Tiberian /po/ vs. Samaritan /fa/), see Ben-Ḥayyim (2000:83–86). Even in Tiberian Hebrew doublets are found, e.g. /kʼanːo(ʔ?)/ = /kʼanːɔ(ʔ?)/ ('zealous'). See Steiner (1997:147)
5. ↑  Аналогичное арамейской слоговой структуре, удлинение в предударном слоге могло произойти в эпоху Второго Храма. См. Blau (2010:128–129)
6. ↑  Долгие /aː eː oː/ писались как α η ω, тогда как краткие /a e o/ писались α/ε ε ο. Такое же отражение долготы в Септуагинте. См. Blau (2010:110–111), Janssens (1982:54), и Dolgopolsky (1999:14)
7. ↑  В Гекзаплах /*a *i *u/ отображаются краткими в слоге, закрываемом двумя согласными и в третьем от ударного. См. Janssens (1982:54, 58–59)